# 고대일록
《고대일록》(孤臺日錄)은 임진왜란 당시 함양(咸陽) 출신의 의병장 정경운(鄭慶雲, 1556년 ~ 1610년)이 왜란 발발 사흘 뒤인 선조(宣祖) 25년(1592년) 4월 23일부터 정경운 본인이 사망하기 3개월 전인 광해군(光海君) 즉위년(1609년) 10월 7일까지의 시간을 쓴 일기이다. 필사본. 전 4권 4책. 권마다 60페이지 분량으로 각책의 크기는 20×27cm이다.
정경운은 조식의 수제자로 알려진 정인홍(鄭仁弘)의 제자로, 어려서 고아가 되어 임진왜란 전에는 동몽교관이라는 낮은 벼슬을 맡고 있었다고 알려져 있다. 왜란 발발 20일 뒤인 5월 10일에 정경운은 합천(陜川)에서 의병을 일으켰고, 함양과 진주(晋州) 등지에서 활약하였다.
일기는 개인적 기록일 뿐 아니라 유학자, 의병장으로써 임진, 정유 두 왜란의 양상, 나아가 광해군 즉위 전후의 중앙 정계의 미묘했던 정치동향에 대한 풍문까지 소상히 적어 두고 있어 사료적 가치가 높다. 《일록》에서 정경운은 5월 20일에 함양 백전(栢田)에서 의병 4백 명 가량을 모아 관군에 인계하기도 하고, 초유사 김성일(金誠一)을 도와 진주성에서 벌인 활약을 적고 있으며, 함양군수가 명(明)의 병졸들에게 치도곤을 맞아 며칠을 일어나지도 못하고 앓아누웠다거나 명군의 심유경(沈惟敬)이 거창에서 함양으로 오면서 거느리고 기병 수백 명에게 드는 경비까지 함양군에서 부담하느라 어수선했다는 것 등, 왜란 당시 조선에 원병으로 온 명군이 자행한 횡포에 대해서도 적고, 정유재란 당시 왜군에게 포로로 잡힌 맏딸이 왜병에게 몸을 더럽히지 않으려 자결한 일도 정경운은 담담히 적어 놓았다.
1986년 경상대학교 철학교수 오이환이 함양군 휴천면 목현리의 정성하(정경운 10대 손) 씨 자택에서 발견, 소개하였으며, 2009년 남명학연구원에서 5년에 걸쳐 완역, 태학사에서 발간하였다.
《고대일록》은 발견 당시 김성일의 《용사일기》(龍蛇日記)보다도 더 방대하고 소상하게 임진왜란의 모습을 담은 기록이라는 평을 받았으며, 최병헌 서울대학교 한국사 교수와 안병욱 성심여대 한국사 교수는 《고대일록》이 남명 조식 문하생들의 왜란 당시 활동상에 초점을 맞추고 있다고 평가하였다.

## 같이 보기
- 남명학파
- 의병